# Jan Cornelisz Vermeyen

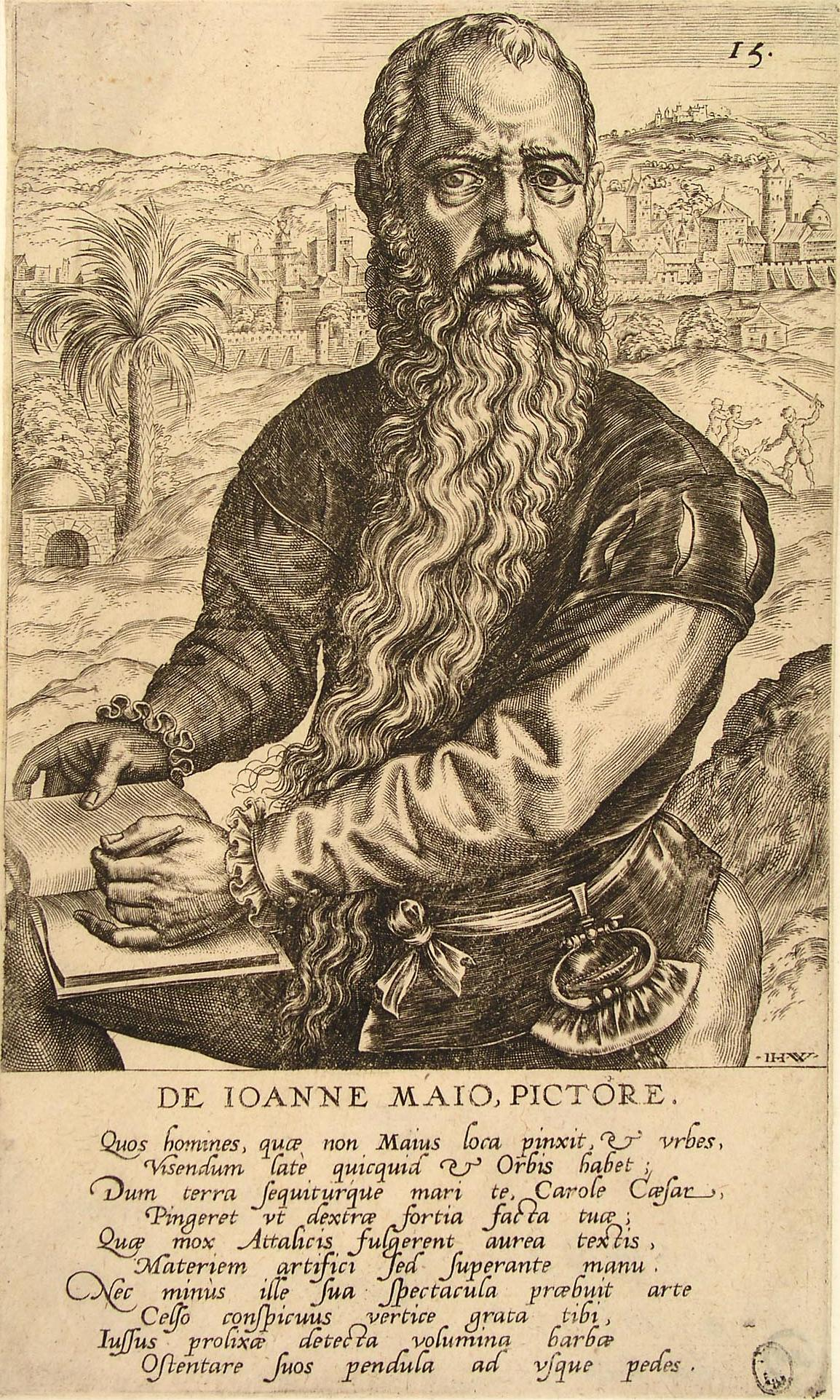
Jan Cornelisz Vermeyen, porträtterad av Jan Wierix.

Jan Cornelisz Vermeyen, född 1500 i Beverwijck vid Haarlem, död 1559 i Bryssel, var en nederländsk målare.
Vermeyen var i Karl V:s tjänst och följde honom på hans krigståg. Han utförde religiösa målningar, porträtt och landskap. Han var en ansedd målare, som hade sin styrka i bataljmåleri och anses i denna art ha varit av "banbrytande konsthistorisk betydelse". Av dylika verk finns Slaget vid Pavia (1525), Roms intagande (1527) och Tunis belägring (1535) i Palazzo Mansi i Lucca samt andra på slottet i Koburg, men dessa synes ha varit endast förebilder för gobelängvävnader. Liknande förebilder finns även i Wien, framställande i tolv scener Karl V:s krig i Tunis, de efter dem i Bryssel vävda tapeterna finns i Madrid samt, i repliker, på slottet Schönbrunn vid Wien. 